# Route nationale 651
Pour les articles homonymes, voir Route 651.
La route nationale 651 ou RN 651 était une route nationale française reliant Bordeaux à Mont-de-Marsan. À la suite de la réforme de 1972, elle a été déclassée en RD 651.

## Ancien tracé de Bordeaux à Mont-de-Marsan (D 651)
- Bordeaux
- Léognan
- Saucats
- Hostens
- Mano
- Belhade
- Argelouse
- Sore
- Luxey
- Labrit
- Brocas
- Cère
- Mont-de-Marsan